# Bahádur Šáh II.
Bahádur Šáh II. (24. října 1775 Dillí — 7. listopadu 1862 Rangún) byl poslední mughalský císař.

## Život

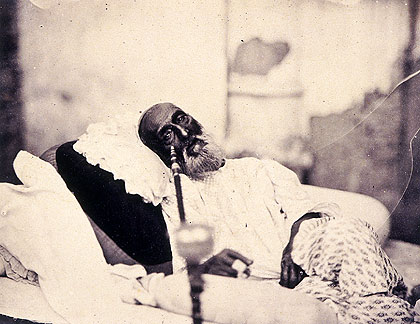
Svržený 83letý císař krátce po procesu v roce 1858, zřejmě jediné dochované foto

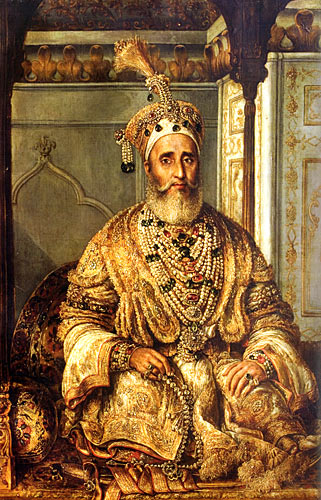
Portrét Bahádura Šáha II. s klenoty, 1854

Narodil se jako druhý syn císaře Akbara Šáha II. a nastoupil na trůn hned po jeho smrti 28. září 1837. Jako císař vládl už jen malé oblasti v okolí opevněného města starého Dillí. Stále byl dědicem mughalského korunního pokladu (na Pavím trůnu se všemi klenoty, drahokamy a perlami byl třikrát portrétován). Roku 1857 byl aktérem velkého povstání Indů proti Britům, na jehož počátku byl ostatními lokálními panovníky zvolen za vůdce odporu. Po prohrané válce byl v Humajúnově hrobce se svou rodinou obklíčen a zajat. Jeho dva nejstarší synové Mírza Mughal a Mírza Chizr a vnuk Mírza Abú Bakr byli následně bez soudu zastřeleni majorem Williamem Hodsonem. Britové se zmocnili pokladu, který zčásti přivezli britskému králi a zčásti rozkradli a v následujících desetiletích rozprodali.
Bahádur Šáh II. byl následně ve zmanipulovaném politickém procesu odsouzen za vzpouru, zradu a vraždu a poslán do exilu v Barmě, kde o čtyři roky později zemřel; jeho mohyla byla nalezena teprve v roce 1991. Jím definitivně zanikla mughalská vláda v Indii.
Vzhledem k tomu, že Velké indické povstání, v němž byl Bahádur Šáh II. alespoň formálně hlavním reprezentantem Indů, bylo na dlouhou dobu nejvýznamnějším projevem vlasteneckého odporu Indů proti nadvládě Britů, je Indy dodnes považován za jednoho z národních hrdinů. Jsou po něm pojmenovávány ulice, točí se o něm filmy atp. Muslimové si jeho státu také váží jako posledního pozůstatku muslimského státu na území Indie. Z toho důvodu je velmi populární také v Pákistánu.

## Kulturní dědictví
- Bahádúr Šáh II. je považován za významného urdského básníka, malíře kaligrafie a mecenáše umění.

## Poklad
- Zlatá královská koruna Bahadúra Šáha II. (přesně vyobrazená zde na portrétu v infoboxu) byla zhotovená v Dillí po roce 1837, je vykládaná diamanty, raritními smaragdy, rubíny, tyrkysy a perlami obrovské ceny. Její čepice je ze sametu a ozdoby z peří. Britové ji uloupili a předali do svého královského pokladu v Londýně, naposledy byla vystavena v roce 2013 a vyvolala v tisku diskusi o navrácení pokladu do Indie.